# Astragalus isauricus
Astragalus isauricus es una especie de planta del género Astragalus, de la familia de las leguminosas, orden Fabales.

## Distribución
Astragalus isauricus se distribuye por Turquía.

## Taxonomía
Fue descrita científicamente por Hub.-Mor. & Matthews. Fue publicada en Notes Roy. Bot. Gard. Edinburgh 29: 298 (1969).